# روماتزم القلب
روماتزم للقلب هو إلتهابات حادة للأنسجة الضامة وخصوصاً عند الأطفال في مرحلة ما قبل البلوغ، حيث تعتبر الحمّى الروماتزمية سبباً رئيسياً من أسباب روماتزم القلب، وهنا طبعاً نبين أن الحمى الروماتزمية هي من التهابات الحلق واللوزتين وعدم علاجها من الممكن أن يؤدي إلى روماتزم في القلب وسبب هذه الحمى الروماتزمية هو نوع من البكتيريا يسمى (ستربتوكوكس) وبعد اصابة الحلق واللوزتين تبدأ الحمى الروماتزمية مفعولها على القلب فتبدأ الصمامات في القلب بالالتهاب وما يزيد الأمر خطورةً هو أنّ بعض التهاب الحلق واللوزتين يكون خفيفاً وليس له اعراضِ ويهدد القلب بدون أن تظهر له اعراض جانبيةً. وهنا نأتي على أعراض الحمى الروماتزمية التي تنقسم إلى رئيسية وفرعية، أما ألأعراض الرئيسية فهي كالآتي:
1- التهاب القلب الذي يصيب أكثر من 50% من المصابين بالحمى الروماتزمية وهو يعتبر أخطر الأعراض ومن الممكن ان يؤدي إلى الوفاة.
2- التهاب المفاصل ويصاب به حوالي 70% من المصابين بالحمى الروماتزمية.
3- طفح جلدي يظهر على الجلد.
4- العقد تحت الجلد.
5- سرعة ضربات القلب.
6- ضيق في التنفس.
أما الأعراض الثانوية فهي مثل ارتفاع الحرارة وألم في المفاصل وإعياء في الجسم وارتفاع في الحرارة وألم في العضلات وألم في الصدر. إنّ أهم علاج ومضاد حيوي لمعالجة البكتيريا المسببة له هو المضاد الحيوي البنسلين.